# Museo del Pan (Seia)
El Museo del Pan (Museu do Pão) es un museo privado inaugurado en 2002 en la ciudad de Seia, en la Sierra de Estrela (Portugal), el cual es una referencia en la museología portuguesa y el mayor museo dedicado al pan en el mundo.
El museo está conformado por cuatro salas temáticas, un bar-biblioteca, una tienda de comidas tradicionales y un restaurante. El Museu do Pão colecciona, conserva y exhibe continuamente objetos y patrimonio de la panadería portuguesa. El Museu do Pão forma parte del grupo empresarial O Valor do Tempo.

## Salas temáticas

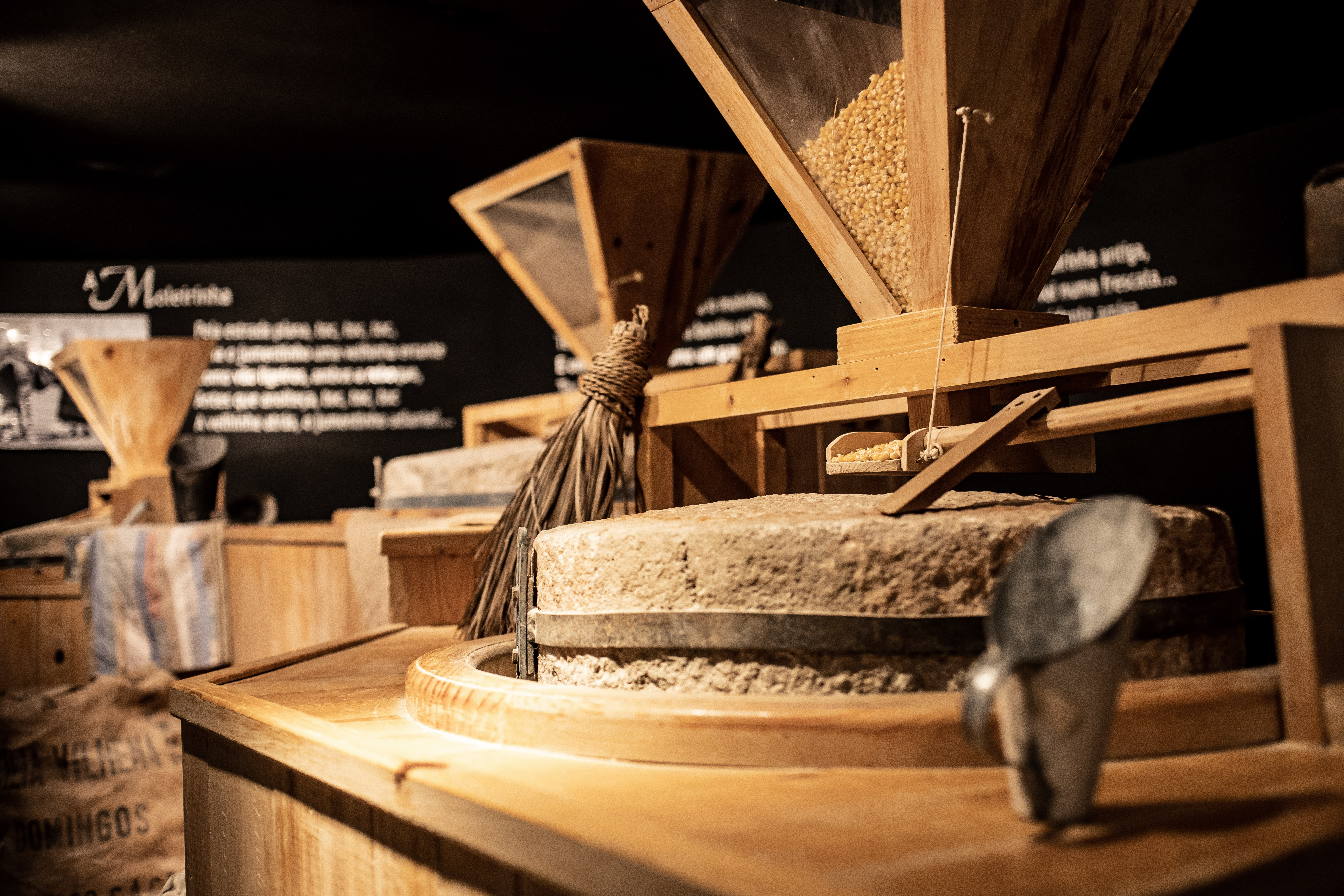
Molino harinero en el Museo.

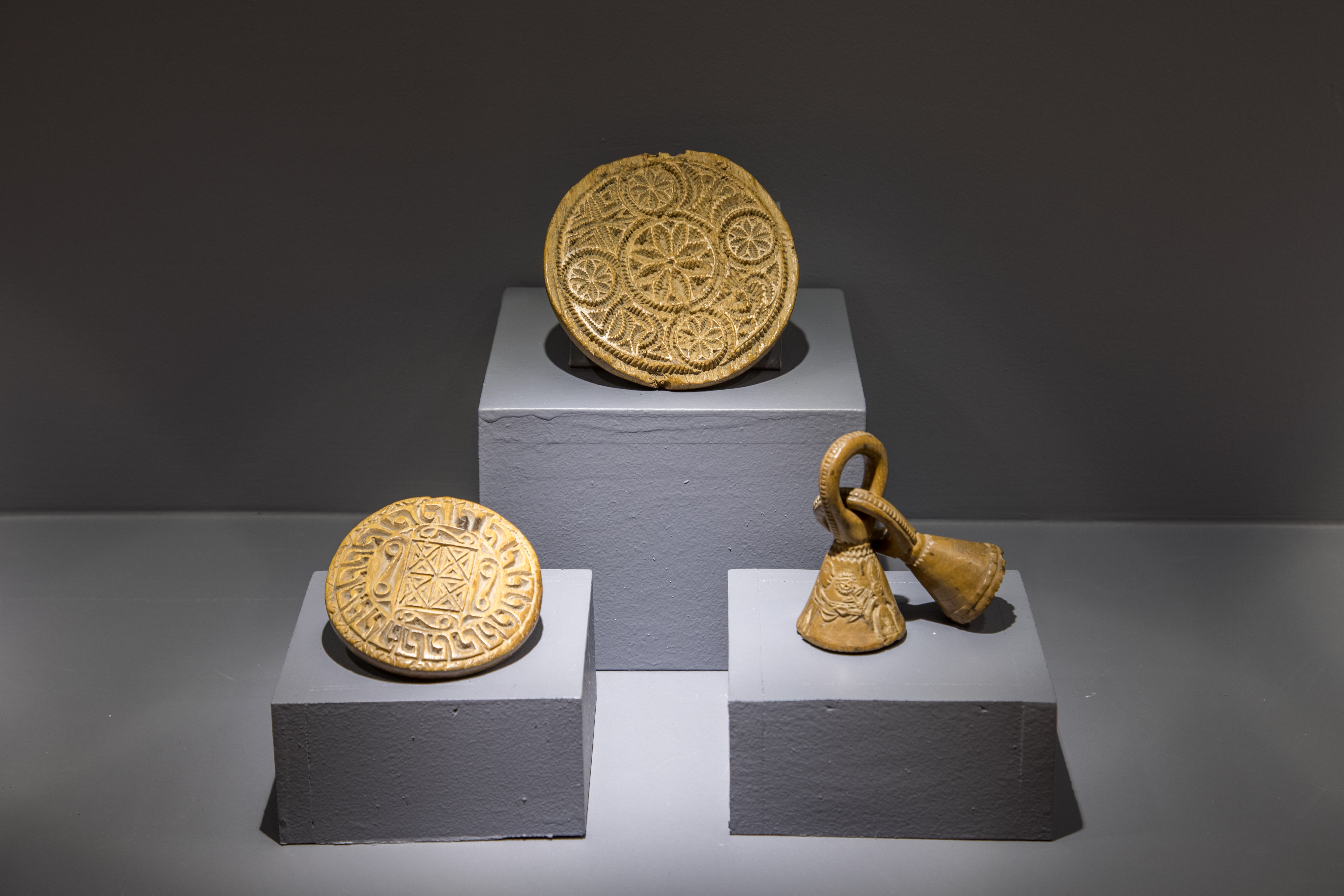
Sellos de panadero en el Museo.

#### «Ciclo del Pan»
La sala «Ciclo del Pan» reconstituye el antiguo ciclo tradicional del pan portugués en su contexto histórico, a través de catorce paneles ilustrados, a los que se suman los implementos y utensilios que atestiguan que la elaboración del pan es originalmente un proceso artesanal.
Los canastos de panadero, la bicicleta para repartir el pan, la balanza, el lenguaje de panadero, etc. del pasado comparten espacio con los diversos cereales. La sala incluye tres molinos en funcionamiento.

#### Arte del pan
El arte está marcado por la inspiración en el pan, como expresión de ideas, emociones y formas de ver el mundo. Entre los objetos de azulejo, plata, cerámica, vidrio o madera, la filatelia, la iconografía, las postales y el arte religioso siempre han estado ligados al pan, en una tradición centenaria. Entre la colección del museu se halla una pintura del artista portugués Velhô.

#### «Pan político, social y religioso»
En esta sala se hace una revisión de documentos históricos sobre el pan, algunos de trescientos años de antigüedad, a través de los cuales se puede trazar la historia del pan en Portugal desde la restauración de la independencia hasta la transición a la democracia. Así como también el simbolismo que tiene el pan en la religión.
El escritorio de Fernando Pessoa, así como una rara primera edición de su obra, Mensagem, se encuentran en exhibición permanente. Este objeto personal en el que el poeta se inspiró para escribir sus obras fue adquirido en subasta a la familia del poeta, así como sus icónicas gafas, actualmente en préstamo a A Brasileira do Chiado, en Lisboa.

#### El maravilloso mundo de Hermios
Esta es la sala infantil del museo, llamada así porque los niños aprenden sobre el pan con «los gnomos de la tribu Hermios, protectores de los primeros habitantes de las montañas Herminius». Al finalizar la visita, llega el momento de ensuciarse las manos y amasar y hornear un pan que los visitantes se pueden llevar.